# Lars Monsen
Lars Thorbjørn Monsen (født 21. april 1963 i Oslo) er en norsk vildmarks- og ekspeditionsfarer, foredragsholder, programleder i NRK, samt forfatter med eget bogforlag (Lars-forlaget – Lars Monsen Boksenteret AS). Han er uddannet som lærer ved Sagene lærerhøgskole (1988).
Monsen, som har samiske aner, skrev tidligere for bladet Villmarksliv og har siden 1991 skrevet fjorten bøger om sine vildmarkseventyr og langture. I 2005 blev han kendt i forbindelse med et naturprogram sendt på NRK, «Canada på tvers», som dokumenterede hans ekspedition gennem Nord-Alaska og Canada. Umiddelbart etter fulgte serien «På tur med Lars Monsen» fra 3 forskellige månedslange ture i Norge. Ved årsskiftet 2007/2008 blev tv-serien «Nordkalotten 365» sendt på NRK1, filmet af Monsen alene på otte forskellige langture på Nordkalotten, inklusiv deltagelse i Finnmarksløpet. I 2010 blev tv-programmet Ingen grenser, hvor Monsen og 12 handicappede tager på en lang tur, vist på NRK. For serien fik Monsen «Folkets pris» under Gullruten 2010, mens selve serien vandt i kategorien «Beste reality». I 2008 var han med i bogen 10 turer med trøkk som udkom på Lars-forlaget. Monsen er en ivrig hundeslæedefører, og har blandt andet deltaget i Finnmarksløpet og Femundløpet. Han har tilbragt mere end 4000 døgn i sovepose, halvdelen vintertid og nord for polarcirklen.
Under VM i skak 2013 deltog Monsen som kommentator i NRKs studio. Monsen er en aktiv skakspiller, med en rating på 1815.
Lars Monsens livsstil har også medført en internet-trend med «Lars Monsen facts», i samme stil som «Chuck Norris facts».

## Ekspeditioner
Lars Monsen har blandt andet gennemført følgende ekspeditioner:
- Canada på tvers (2 år og 7 måneder, 8 252 km), TV-serie på NRK1
- Til fots over Alaska (10 måneder, 3000 km)
- Til fots over Norge (1 år, 3000 km)
- Til fots over Kodiak Island, Alaska
- Til fots over Admiralty Island, Alaska
- Med kano gjennom Katmai National Park, Alaska, to ganger
- 900 km til fots gjennom Finland, Sverige og Norge
- 90 dager til fots i Børgefjell nasjonalpark
- 3 1-måneders turer: Finnmark, Femundsmarka og Saltfjellet, 2004, til TV-serie på NRK1
- 365 dager på Nordkalotten (Norge, Sverige og Finland) september 2006 – september 2007, TV-serie på NRK1